# Legio I Isaura Sagittaria
Legio I Isaura Sagittaria (Легион I Исаврийски Стрелкови) е легион на късноантичната римска войска, съставен от Диоклециан (284–305), за пазене на римската провинция Исаврия.
Амиан Марцелин съобщава, че през 350-те години легионът предприема грабежни походи.
През 354 г. легионът защитава успешно с Legio II Isaura и Legio III Isaura под командото на Comes Кастриций (Castricius) град Seleucia (днес Силифке).
През ранния 5 век Legio I Isaura Sagittaria e като pseudocomitatenses на magister militum per Orientem.